# Paavo Järvi
Paavo Järvi (pronunciado [ˈpɑːʋo ˈjærʋi], Tallinn, 30 de dezembro de 1962) é um maestro nascido na Estônia mas naturalizado estadunidense.
Järvi nasceu em Tallinn, capital da Estônia, filho do maestro Neeme Järvi com Liilia Järvi, irmão de Kristjan Järvi e Maarika Järvi, que também são músicos. Ele estudou no Instituto de Música Curtis e no Instituto da Filarmônica de Los Angeles, com Leonard Bernstein.
Järvi foi nomeado diretor musical da Orquestra Sinfônica de Cincinnati em Janeiro de 2000 e assumiu o posto na temporada de 2001. Em abril de 2007 a orquestra anunciou que o contrato de Järvi foi estendido até ao fim de 2011. Desde 2004 é o diretor musical da Deutsche Kammerphilharmonie, Bremen, onde vem realizando um ótimo trabalho.
Em 2006, Järvi se tornou o principal maestro da Orquestra Sinfônica da Rádio de Frankfurt. Em maio de 2007, a Orquestra de Paris anunciou que seu próximo diretor musical seria Järvi, que começou na temporada de 2010/2011. Deverá concluir o seu contrato com a HR-Sinfonieorchester no final da temporada 2013-2014.
As orquestras que Järvi conduziu incluem a Filarmônica de Berlim, Orquestra Nacional da França, Orquestra Sinfônica de Londres, Filarmônica de Los Angeles, Orquestra da Filadélfia, Filarmônica de Nova Iorque, Orquestra Sinfônica NHK, a Orquestra Sinfônica de Chicago, Orquestra Sinfônica de Boston, Orquestra de Cleveland, Filarmônica de Viena e a Orquestra Real do Concertgebouw de Amsterdã. Sua estreia com a Filarmônica de Viena ocorreu em 2006, conduzindo a Grande Sinfonia de Franz Schubert. Tem gravado obras com a RCA, Telarc, ECM e a Virgin Records.

## Gravações
Paavo Järvi tem uma extensa lista de gravações. Entre os compositores que gravou estão Gustav Mahler, Dimitri Shostakovich, Ludwig van Beethoven, Modest Mussorgsky, Serguei Prokofiev, Antonín Dvořák, Piotr Ilitch Tchaikovsky, Johannes Brahms, Béla Bartók, Edvard Grieg, entre outros.